# Новоюрьевский сельсовет
Новоюрьевский сельсове́т — сельское поселение в Староюрьевском районе Тамбовской области.
Административный центр — село Новоюрьево.

## Население
| 2010  | 2012  | 2013  | 2014  | 2015  | 2016  | 2017  |
| ----- | ----- | ----- | ----- | ----- | ----- | ----- |
| 1737  | ↘1686 | ↘1622 | ↘1537 | ↘1490 | ↘1429 | ↘1396 |
| 2018  | 2019  | 2020  | 2021  |       |       |       |
| ↘1341 | ↘1258 | ↘1225 | ↗1239 |       |       |       |

## Состав поселения
| № | Населённый пункт | Тип населённого пункта       | Население |
| - | ---------------- | ---------------------------- | --------- |
| 1 | Новоюрьево       | село, административный центр | ↘1649     |
| 2 | Степь            | посёлок                      | 39        |
| 3 | Юркино           | посёлок                      | 49        |

## Известные уроженцы
- Храмцов, Сергей Иванович (1908—1989) — советский военачальник, генерал-майор, кандидат военных наук. Родился в деревне Щукино.